# Успенский, Владимир Андреевич
Влади́мир Андре́евич Успе́нский (27 ноября 1930, Москва — 27 июня 2018, там же) — советский и российский математик, лингвист, публицист, популяризатор науки. Ученик А. Н. Колмогорова. Автор работ по математической логике, лингвистике, а также художественных произведений в жанре мемуарной прозы. Инициатор реформы лингвистического образования в России. Доктор физико-математических наук (1964), профессор, заслуженный профессор Московского университета (1998).

## Биография
Родился в семье драматурга Андрея Васильевича Успенского (1902—1978). Владимир Андреевич говорил, что математиком стал по историческому недоразумению: в его семье никаких предпосылок к этому не было, однако в Советском Союзе математика была развита почти так же, как шахматы, и по обеим дисциплинам, свободным от идеологии, СССР лидировал в мире. Владимир Андреевич увлёкся математикой ещё в школьные годы: в эвакуации в Новосибирске ходил в букинистический магазин и покупал книги по высшей математике, выбирая издания с самыми красивыми названиями. Семья вернулась из эвакуации в ноябре 1943 года, и тринадцатилетний Владимир стал участником математических кружков при МГУ и Московских математических олимпиад. В восьмом классе он получил первую премию на Московской математической олимпиаде для школьников и рекомендацию для поступления в вуз своего руководителя, тогда аспиранта МГУ Евгения Борисовича Дынкина.

### Основоположник математической лингвистики
В 1947 году, окончив школу с золотой медалью, Успенский поступил на механико-математический факультет МГУ. Ещё во время учёбы на третьем курсе совместно с Е. Б. Дынкиным написал книгу «Математические беседы» по итогам работы своего школьного кружка. Книга вышла в 1952 году в Гостехиздате, специализировавшемся на серьёзной математической литературе. Второе издание вышло в 2004 году.
Дынкин рекомендовал Успенского светилу советской математической школы А. Н. Колмогорову. В январе 1950 года, на третьем курсе, Владимир записался к академику на спецкурс по теории меры и однажды, опровергнув суждение Колмогорова о том, что не может быть такого неизмеримого множества, которое при повороте окружности может совместиться со своим дополнением, стал его учеником.
Начал заниматься «немодной» и несколько философской темой математической логики, взяв за основу труды Колмогорова по математической логике 1925 и 1932 годов и по теории множеств 1928 года. Впоследствии эта область стала очень востребованной, так как оказалась связанной с информатикой.
В сентябре 1950 года познакомился со студентом пятого курса филологического факультета МГУ Вячеславом Ива́новым (впоследствии академиком РАН), придя вместе с ним к пониманию того, что в лингвистике есть аспекты точных наук. Это послужило импульсом к созданию семинара по математической лингвистике.
В 1952 году Успенский с отличием окончил университет и был приглашён в аспирантуру. Под руководством академика Колмогорова защитил кандидатскую диссертацию (1955), темой которой были вычислимые операции над перечислимыми множествами.
Работал ассистентом на мехмате МГУ и весной 1956 года совместно с Ивановым, тогда тоже ассистентом филологического факультета, открыл на филологическом факультете давно задуманный семинар по математической лингвистике. Поскольку этот термин считался «буржуазным», семинар назвали «Некоторые применения математических методов в языкознании». Первое занятие состоялось 24 сентября 1956 года. Формальным руководителем семинара был друг А. Н. Колмогорова, профессор филологического факультета П. С. Кузнецов.
В 1958 году Иванова уволили из МГУ за открытую поддержку Бориса Пастернака, подвергшегося травле после присуждения Нобелевской премии. Работа семинара прекратилась на год, пока специалист по истории языкознания В. А. Звегинцев, работавший на кафедре общего и сравнительно-исторического языкознания филологического факультета, не захотел создать как отдельную кафедру структурной и прикладной лингвистики, так и соответствующую специализацию студентов с преподаванием им математики. Так на филфаке появилось отделение структурной и прикладной лингвистики (ОСиПЛ).
В мае 1959 года на совещании у ректора МГУ И. Г. Петровского Успенский заявил, что надо создавать отделение не структурной и прикладной лингвистики, а просто лингвистики, так как фактически на филфаке лингвистическое и литературоведческое направления перемешались. Однако против отделения от литературоведов выступили «традиционные» лингвисты, и тогда Успенский предложил терминологическую хитрость: открыть отделение теоретической и прикладной лингвистики (ОТиПЛ). Петровский поддержал идею, и в 1960 году состоялся первый набор студентов на это отделение. Было принято 13 человек, окончили курс пять. В том же году за изданную Физматгизом книгу «Лекции о вычислимых функциях» Успенскому была присуждена учёная степень доктора физико-математических наук.
Звегинцев старался переименовать ОТиПЛ в ОСиПЛ, что и произошло в 1962 году. И только через тридцать лет кафедре и отделению были возвращены первоначальные названия — «теоретической и прикладной лингвистики».

### Теоретик и преподаватель
Успенский стал доцентом, а с 1966 года получил должность профессора механико-математического факультета МГУ.
С 1993 года и до конца жизни заведовал кафедрой математической логики и теории алгоритмов мехмата МГУ. Также преподавал на отделении структурной лингвистики (ныне Отделение теоретической и прикладной лингвистики) филологического факультета МГУ.
В сентябре 2003 года по инициативе тогдашнего студента Дениса Паперно Успенский возобновил на филфаке семинар по математической лингвистике совместно с Мати Рейновичем Пентусом и лингвистом Петром Михайловичем Аркадьевым.
В 2006—2013 годах — преподаватель Летних лингвистических школ.
Автор многих книг и свыше 100 научных работ. Подготовил 25 кандидатов и 4 докторов наук. Литературоведческие и культурологические работы Успенского публиковались в журналах «Новое литературное обозрение», «Неприкосновенный запас», «Новый мир», «Знамя», «Вопросы литературы».
За книгу «Апология математики», сборник статей учёного за 1965—2009 годы, получил главный приз премии «Просветитель» 18 ноября 2010 года в области естественных и точных наук.
В Московском университете В. А. Успенский читал курсы:
- «Введение в математическую логику»,
- «Вычислимые функции»,
- «Теорема Геделя о полноте»,
- «Язык математики»,
- «Аксиоматический метод» и другие.

Умер 27 июня 2018 года. Прах захоронен на кладбище деревни Захарово (Малоярославецкий район, Калужская область).

## Взгляды
В статьях, эссе и интервью Успенский утверждал, что математика близка к гуманитарному знанию. Учёный, по собственному признанию, был удивлён тем, что его статьи «Апология математики, или О математике как части духовной культуры» и «Гуманитарное и математическое: преодоление барьера» были опубликованы в литературных журналах «Новый мир» и «Знамя». Это подтвердило его версию о праве математики на место в общественном сознании и в духовной культуре — он считал важным хотя бы намекнуть, что математика помогает лучше понять устройство окружающего нас мира.
Главная цель обучения гуманитариев математике — психологическая. Эта цель состоит не столько в сообщении знаний и даже не столько в обучении методу, сколько в расширении психологии обучающегося, в привитии ему строгой дисциплины мышления. Помимо дисциплины мышления я бы назвал ещё три важнейших умения, выработке которых должны способствовать математические занятия. Первое — это умение отличать истину от лжи; второе — это умение отличать смысл от бессмыслицы; третье — это умение отличать понятное от непонятного.

## Поэзия
Первые пять пародий (в стиле Гомера, Козьмы Пруткова, Бальмонта, Вертинского и Маяковского) на сюжет сказки «Курочка Ряба» Успенский написал летом 1945 года, сразу по окончании семилетки. Первые четыре стихотворения полностью, а пятое с купюрами были опубликованы спустя 20 лет в книге В. И. Глоцера «Дети пишут стихи» (Москва: Просвещение, 1964). Три стихотворения частично прозвучали в фильме «Когда я стану великаном» из уст героя Михаила Ефремова (по сюжету фильма, он написал эти стихотворения и рассказал их на уроке литературы, размышляя на тему художественных особенностей).

## Семья
- Жена — искусствовед Светлана Марковна Успенская (6 октября 1930 — 15 ноября 1980)[12].
  - Сын — Владимир Владимирович Успенский (род. 1959[13]).
- Младший брат — филолог Борис Андреевич Успенский (род. 1937).
  - Племянник — лингвист Фёдор Борисович Успенский (род. 1970).

С 1962 года проживал в ЖСК «Советский писатель», на Красноармейской улице, дом 25.

## Основные труды
- Е. Б. Дынкин, В. А. Успенский. Математические беседы. — М.; Л.: Гостехиздат, 1952. — 288 с. [В переводе на немецкий: E. B. Dynkin, W. A. Uspenski. Mathematische Unterhaltungen. — K-oln: Aulis Verlag Deubner & Co KG, 1979. — 272 S.; Второй раздел книги в переводе на английский: E. B. Dynkin, V. A. Uspenskii. Problems in the Theory of Numbers. — Boston: D.C. Heath and Company, 1963. — 117 p.]
- В. А. Успенский. Некоторые приложения механики к математике. — М.: Физматгиз, 1958. — 48 с. [В переводе на английский: V. A. Uspenskii. Some applications of mechanics to mathematics. — Oxford e. a.: Pergamon Press, 1961. — 58 p.]
- В. А. Успенский. Лекции о вычислимых функциях. — М.: Физматгиз, 1960. — 492 с. [В переводе на французский: V. A. Ouspenski. Leçons sur les fonctions calculables. — Paris: Hermann, 1966. — 412 p.]
- В. А. Успенский. Треугольник Паскаля. — Изд. 2-е, дополненное. — М.: Физматлит, 1979. — 48 с.
- В. А. Успенский. Теорема Гёделя о неполноте. — М.: Физматлит, 1982. — 111 с.
- В. А. Успенский. Машина Поста. — Изд. 2-е, переработанное. — М.: Физматлит, 1988. — 96 с.
- В. А. Успенский. Нестандартный, или неархимедов, анализ. — М.: «Знание», 1983. — 61 с.
- В. А. Успенский. Что такое нестандартный анализ? — М.: Физматлит, 1987. — 128 с.
- В. А. Успенский, А. Л. Семёнов. Теория алгоритмов: основные открытия и приложения. — М.: Физматлит, 1987. — 288 с. [В переводе на английский: Vladimir Uspensky, Alexei Semenov. Algorithms: Main Ideas and Applications.— Dordrecht e. a.: Kluwer Academic Publishers, 1993. — 269 p.]
- В. А. Успенский, Н. К. Верещагин, В. Е. Плиско. Вводный курс математической логики. — М.: Изд-во Московского университета, 1991. — 136 с. [Переиздано в 1997 г.]
- В. А. Успенский. Что такое аксиоматический метод? — Изд. 2-е, исправленное. — Ижевск: Научно-издательский центр «Регулярная и хаотическая динамика», 2001. — 95 с.
- В. А. Успенский. Труды по нематематике. С приложением семиотических посланий А. Н. Колмогорова к автору и его друзьям. В 2 т. — М.: ОГИ, 2002. — Том 1, 584 с.; Том 2, 824 с.
- В. А. Успенский. Простейшие примеры математических доказательств. М.: Изд-во Московского центра непрерывного мат. образования, 2009. — 52 с.
- В. А. Успенский. Апология математики. — Санкт-Петербург: Амфора, 2009. — 552 с.
- В. А. Успенский. Четыре алгоритмических лица случайности (Летняя школа «Современная математика», Дубна, июль 2005.) — 2-е изд., испр. М.: Изд-во МЦНМО, 2009. — 45 с.
- Н. К. Верещагин, В. А. Успенский, А. Шень. Колмогоровская сложность и алгоритмическая случайность. — М.: Изд-во МЦНМО, 2013. — 575 с.
- В. А. Успенский. Труды по нематематике. — Изд. 2-е, испр. и доп. В 5 кн. — М.: ОГИ, 2012—2020.
- В. А. Успенский. Предисловие к математике. Санкт-Петербург: Амфора, 2015. — 473 с.